# Серпць (гміна)
Гміна Серпць (пол. Gmina Sierpc) — сільська гміна у центральній Польщі. Належить до Серпецького повіту Мазовецького воєводства.
Станом на 31 грудня 2011 у гміні проживало 7050 осіб.

## Площа
Згідно з даними за 2007 рік площа гміни становила 150.23 км², у тому числі:
- орні землі: 77.00%
- ліси: 16.00%

Таким чином, площа гміни становить 17.61% площі повіту.

## Населення
Станом на 31 грудня 2011:
| Опис     | Загалом | Загалом | Чоловіки | Чоловіки | Жінки | Жінки |
| -------- | ------- | ------- | -------- | -------- | ----- | ----- |
| одиниця  | осіб    | %       | осіб     | %        | осіб  | %     |
| все      | 7050    | 100     | 3519     | 49.91    | 3531  | 50.09 |
| міське   | 0       | 100     | 0        |          | 0     |       |
| сільське | 7050    | 100     | 3519     | 49.91    | 3531  | 50.09 |

## Сусідні гміни
Гміна Серпць межує з такими гмінами: Ґоздово, Завідз, Мохово, Росьцишево, Серпць, Скемпе, Щутово.